# Perissus latepubens
Perissus latepubens är en skalbaggsart som beskrevs av Maurice Pic 1950. Perissus latepubens ingår i släktet Perissus och familjen långhorningar. Inga underarter finns listade i Catalogue of Life.